# 8e étape du Tour d'Italie 2022
Pour un article plus général, voir Tour d'Italie 2022.
La 8e étape du Tour d'Italie 2022 se déroule le samedi 14 mai 2022 autour de Naples (Campanie), en Italie, sur une distance de 153 km.

## Parcours
Toujours au bord de la Mer Tyrrhénienne et de la Baie de Naples, l'itinéraire prend la direction du Lac Patria puis de Bacoli, avant de réaliser à quatre reprises le circuit de Monte di Procida, long de dix-neuf kilomètres. A Baies, les coureurs affrontent une courte pente de 14 % jusqu’au Lac Lucrin, par où ils quitteront le circuit à la fin du dernier tour. L’itinéraire revient à Bacoli et Posillipo, avec une longue descente sur la Via Petrarca, avant de rallier l'arrivée à Naples, située sur l'Avenue Francesco Caracciolo. A la flamme rouge, l’itinéraire fait demi-tour à un rond-point et termine sur une ligne droite de 900 mètres, en bord de mer.
Deux sprints intermédiaires jonchent le parcours, au Lac Patria (km 37,4) et à Bacoli (km 115,7). Bien qu'empruntée à quatre reprises, seule la dernière montée de la côte de Monte di Procida compte au classement de la montagne. La victoire d'étape devrait se jouer entre sprinteurs et baroudeurs.

## Déroulement de la course
Dès le kilomètre zéro, nombreux sont les coureurs intéressés à prendre l'échappée. D'abord un groupe de sept parvient à prendre de l'avance sur le peloton ; derrière plusieurs coureurs intègrent, chacun leur tour, le groupe de front. Finalement, ils sont vingt-et-un à composer l'échappée de la journée, avec : l'Allemand Jasha Sütterlin (Bahrain Victorious), les trois Belges de la Lotto-Soudal Thomas De Gendt, Sylvain Moniquet et Harm Vanhoucke, le Colombien Harold Tejada (Astana Qazaqstan), l'Erythréen Biniam Girmay (Intermarché-Wanty-Gobert Matériaux), le Danois Mattias Skjelmose, l'Espagnol Jorge Arcas (Movistar), les deux Français Lilian Calmejane (AG2R Citroën) et Guillaume Martin (Cofidis), les huit Italiens Fabio Felline (Astana Qazaqstan), Davide Gabburo (Bardiani CSF Faizanè), Mirco Maestri (Eolo-Kometa), Simone Ravanelli (Drone Hopper-Androni Giocattoli), Samuele Rivi (Eolo-Kometa), Diego Ulissi (UAE Emirates), Andrea Vendrame (AG2R Citroën) et Edoardo Zardini (Drone Hopper-Androni Giocattoli), les deux Néerlandais Wouter Poels (Bahrain Victorious) et Mathieu van der Poel (Alpecin-Fenix) et le Suisse Mauro Schmid (Quick-Step Alpha Vinyl). L'avance maximale sur le peloton n'excède pas les trois minutes.
A la recherche d'un nouveau groupe de front plus réduit, Mathieu van der Poel part seul, il est repris sept kilomètres plus tard. Au sprint intermédiaire du Lac Patria, Biniam Girmay passe en tête devant Edoardo Zardini et Mauro Schmid ; le peloton passe avec un retard de deux minutes et dix-huit secondes.
A 43 kilomètres de l'arrivée, les membres de l'échappée ne collaborent plus. Les attaques fusent : d'abord par Mathieu van der Poel, ensuite par Davide Gabburo. Cette deuxième est la bonne, il est rapidement rejoint par quatre autres coureurs : Arcas, De Gendt, Gabburo, Ravanelli et Vanhoucke.
Au sprint intermédiaire de Bacoli, Thomas De Gendt passe en tête devant Davide Gabburo, avec vingt-six secondes d'avance sur le groupe de chasse. Le peloton possède un retard de trois minutes et quarante secondes. Au sommet de Monte di Procida, Thomas De Gendt passe en tête devant Harm Vanhoucke ; avec une avance de quatorze secondes sur le groupe de chasse et de quatre minutes sur le peloton.
Dans la montée non répertoriée du Lac Lucrin, le groupe de chasse se décompose, avec : Mathieu van der Poel, Wouter Poels, Guillaume Martin, Biniam Girmay et Mauro Schmid. A l'arrivée, Thomas De Gendt s'impose au sprint devant Davide Gabburo et Jorge Arcas. Derrière, à quinze secondes, Biniam Girmay devance Mauro Schmid et Mathieu van der Poel ; distancés dans la descente, Wouter Poels et Guillaume Martin coupent la ligne à trente-trois secondes. Le peloton arrive avec trois minutes et trente-trois secondes de retard sur le vainqueur du jour.
L'Espagnol Juan Pedro López (Trek-Segafredo) conserve le maillot rose et le maillot blanc ; tout comme le Français Arnaud Démare (Groupama FDJ) avec le maillot violet et le Néerlandais Koen Bouwman (Jumbo-Visma) avec le maillot bleu. Intermarché-Wanty-Gobert Matériaux hérite de la première place au classement par équipes.

## Résultats

### Classement de l'étape
| \| Classement de l'étape \| Classement de l'étape \| Classement de l'étape \| Classement de l'étape \| Classement de l'étape \| \| Coureur \| Coureur \| Pays \| Équipe \| Temps \| \| --------------------- \| --------------------- \| --------------------- \| ---------------------------------- \| --------------------- \| \| 1er \| Thomas De Gendt \| Belgique \| Lotto-Soudal \| 3 h 32 min 53 s \| \| 2e \| Davide Gabburo \| Italie \| Bardiani CSF Faizanè \| + 0 s \| \| 3e \| Jorge Arcas \| Espagne \| Movistar Team \| + 0 s \| \| 4e \| Harm Vanhoucke \| Belgique \| Lotto-Soudal \| + 4 s \| \| 5e \| Biniam Girmay \| Érythrée \| Intermarché-Wanty-Gobert Matériaux \| + 15 s \| \| 6e \| Mauro Schmid \| Suisse \| Quick-Step Alpha Vinyl \| + 15 s \| \| 7e \| Mathieu van der Poel \| Pays-Bas \| Alpecin-Fenix \| + 15 s \| \| 8e \| Wout Poels \| Pays-Bas \| Bahrain Victorious \| + 33 s \| \| 9e \| Guillaume Martin \| France \| Cofidis \| + 33 s \| \| 10e \| Fabio Felline \| Italie \| Astana Qazaqstan Team \| + 2 min 56 s \| |                      |          |                                    |                 |
| |                      |          |                                    |                 |
| Source : ProCyclingStats |                      |          |                                    |                 |
| Classement de l'étape |                      |          |                                    |                 |
| Coureur | Coureur              | Pays     | Équipe                             | Temps           |
| 1er | Thomas De Gendt      | Belgique | Lotto-Soudal                       | 3 h 32 min 53 s |
| 2e | Davide Gabburo       | Italie   | Bardiani CSF Faizanè               | + 0 s           |
| 3e | Jorge Arcas          | Espagne  | Movistar Team                      | + 0 s           |
| 4e | Harm Vanhoucke       | Belgique | Lotto-Soudal                       | + 4 s           |
| 5e | Biniam Girmay        | Érythrée | Intermarché-Wanty-Gobert Matériaux | + 15 s          |
| 6e | Mauro Schmid         | Suisse   | Quick-Step Alpha Vinyl             | + 15 s          |
| 7e | Mathieu van der Poel | Pays-Bas | Alpecin-Fenix                      | + 15 s          |
| 8e | Wout Poels           | Pays-Bas | Bahrain Victorious                 | + 33 s          |
| 9e | Guillaume Martin     | France   | Cofidis                            | + 33 s          |
| 10e | Fabio Felline        | Italie   | Astana Qazaqstan Team              | + 2 min 56 s    |

### Points attribués pour le classement par points
| Sprint intermédiaire Lac Patria (km 37,4) | Sprint intermédiaire Lac Patria (km 37,4) | Sprint intermédiaire Lac Patria (km 37,4) | Sprint intermédiaire Lac Patria (km 37,4) | Sprint intermédiaire Lac Patria (km 37,4) |
| ----------------------------------------- | ----------------------------------------- | ----------------------------------------- | ----------------------------------------- | ----------------------------------------- |
|                                           | Coureur                                   | Pays                                      | Équipe                                    | Point(s)                                  |
| 1er                                       | Biniam Girmay                             | Érythrée                                  | Intermarché-Wanty-Gobert Matériaux        | 12                                        |
| 2e                                        | Edoardo Zardini                           | Italie                                    | Drone Hopper-Androni Giocattoli           | 8                                         |
| 3e                                        | Mauro Schmid                              | Suisse                                    | Quick-Step Alpha Vinyl                    | 6                                         |
| 4e                                        | Diego Ulissi                              | Italie                                    | UAE Emirates                              | 5                                         |
| 5e                                        | Harm Vanhoucke                            | Belgique                                  | Lotto-Soudal                              | 4                                         |
| 6e                                        | Mirco Maestri                             | Italie                                    | Eolo-Kometa                               | 3                                         |
| 7e                                        | Simone Ravanelli                          | Italie                                    | Drone Hopper-Androni Giocattoli           | 2                                         |
| 8e                                        | Samuele Rivi                              | Italie                                    | Eolo-Kometa                               | 1                                         |
| modifier                                  |                                           |                                           |                                           |                                           |

| Arrivée d'étape Naples (km 153) | Arrivée d'étape Naples (km 153) | Arrivée d'étape Naples (km 153) | Arrivée d'étape Naples (km 153)    | Arrivée d'étape Naples (km 153) |
| ------------------------------- | ------------------------------- | ------------------------------- | ---------------------------------- | ------------------------------- |
|                                 | Coureur                         | Pays                            | Équipe                             | Point(s)                        |
| 1er                             | Thomas De Gendt                 | Belgique                        | Lotto-Soudal                       | 50                              |
| 2e                              | Davide Gabburo                  | Italie                          | Bardiani CSF Faizanè               | 35                              |
| 3e                              | Jorge Arcas                     | Espagne                         | Movistar                           | 25                              |
| 4e                              | Harm Vanhoucke                  | Belgique                        | Lotto-Soudal                       | 18                              |
| 5e                              | Biniam Girmay                   | Érythrée                        | Intermarché-Wanty-Gobert Matériaux | 14                              |
| 6e                              | Mauro Schmid                    | Suisse                          | Quick-Step Alpha Vinyl             | 12                              |
| 7e                              | Mathieu van der Poel            | Pays-Bas                        | Alpecin-Fenix                      | 10                              |
| 8e                              | Wout Poels                      | Pays-Bas                        | Bahrain Victorious                 | 8                               |
| 9e                              | Guillaume Martin                | France                          | Cofidis                            | 7                               |
| 10e                             | Fabio Felline                   | Italie                          | Astana Qazaqstan                   | 6                               |
| 11e                             | Andrea Vendrame                 | Italie                          | AG2R Citroën                       | 5                               |
| 12e                             | Simone Ravanelli                | Belgique                        | Drone Hopper-Androni Giocattoli    | 4                               |
| 13e                             | Diego Ulissi                    | Italie                          | UAE Emirates                       | 3                               |
| 14e                             | Sylvain Moniquet                | Belgique                        | Lotto-Soudal                       | 2                               |
| 15e                             | Erik Fetter                     | Hongrie                         | Eolo-Kometa                        | 1                               |
| modifier                        |                                 |                                 |                                    |                                 |

### Points attribués pour le classement du meilleur grimpeur
| \| Monte di Procida (km 118,7) 4e catégorie (2,1 km à 6%) \| Monte di Procida (km 118,7) 4e catégorie (2,1 km à 6%) \| Monte di Procida (km 118,7) 4e catégorie (2,1 km à 6%) \| Monte di Procida (km 118,7) 4e catégorie (2,1 km à 6%) \| Monte di Procida (km 118,7) 4e catégorie (2,1 km à 6%) \| \| ------------------------------------------------------ \| ------------------------------------------------------ \| ------------------------------------------------------ \| ------------------------------------------------------ \| ------------------------------------------------------ \| \| \| Coureur \| Pays \| Équipe \| Point(s) \| \| 1er \| Thomas De Gendt \| Belgique \| Lotto-Soudal \| 3 \| \| 2e \| Harm Vanhoucke \| Belgique \| Lotto-Soudal \| 2 \| \| 3e \| Jorge Arcas \| Espagne \| Movistar \| 1 \| \| modifier \| \| \| \| \| |                 |          |              |          |
| Monte di Procida (km 118,7) 4e catégorie (2,1 km à 6%) |                 |          |              |          |
| | Coureur         | Pays     | Équipe       | Point(s) |
| 1er | Thomas De Gendt | Belgique | Lotto-Soudal | 3        |
| 2e | Harm Vanhoucke  | Belgique | Lotto-Soudal | 2        |
| 3e | Jorge Arcas     | Espagne  | Movistar     | 1        |
| modifier |                 |          |              |          |

### Classements aux points intermédiaires
| Sprint intermédiaire Lac Patria (km 37,4) | Sprint intermédiaire Lac Patria (km 37,4) | Sprint intermédiaire Lac Patria (km 37,4) | Sprint intermédiaire Lac Patria (km 37,4) | Sprint intermédiaire Lac Patria (km 37,4) |
| ----------------------------------------- | ----------------------------------------- | ----------------------------------------- | ----------------------------------------- | ----------------------------------------- |
|                                           | Coureur                                   | Pays                                      | Équipe                                    | Point(s)                                  |
| 1er                                       | Biniam Girmay                             | Érythrée                                  | Intermarché-Wanty-Gobert Matériaux        | 10                                        |
| 2e                                        | Edoardo Zardini                           | Italie                                    | Drone Hopper-Androni Giocattoli           | 6                                         |
| 3e                                        | Mauro Schmid                              | Suisse                                    | Quick-Step Alpha Vinyl                    | 3                                         |
| 4e                                        | Diego Ulissi                              | Italie                                    | UAE Emirates                              | 2                                         |
| 5e                                        | Harm Vanhoucke                            | Belgique                                  | Lotto-Soudal                              | 1                                         |
| modifier                                  |                                           |                                           |                                           |                                           |

| Sprint intermédiaire Bacoli (km 115,7) | Sprint intermédiaire Bacoli (km 115,7) | Sprint intermédiaire Bacoli (km 115,7) | Sprint intermédiaire Bacoli (km 115,7) | Sprint intermédiaire Bacoli (km 115,7) |
| -------------------------------------- | -------------------------------------- | -------------------------------------- | -------------------------------------- | -------------------------------------- |
|                                        | Coureur                                | Pays                                   | Équipe                                 | Point(s)                               |
| 1er                                    | Harm Vanhoucke                         | Belgique                               | Lotto-Soudal                           | 10                                     |
| 2e                                     | Thomas De Gendt                        | Belgique                               | Lotto-Soudal                           | 6                                      |
| 3e                                     | Davide Gabburo                         | Italie                                 | Bardiani CSF Faizanè                   | 3                                      |
| 4e                                     | Jorge Arcas                            | Espagne                                | Movistar                               | 2                                      |
| 5e                                     | Simone Ravanelli                       | Italie                                 | Drone Hopper-Androni Giocattoli        | 1                                      |
| modifier                               |                                        |                                        |                                        |                                        |

### Bonifications
|   | Coureur         | Pays     | Équipe               | Secondes |
| - | --------------- | -------- | -------------------- | -------- |
| 1 | Harm Vanhoucke  | Belgique | Lotto-Soudal         | 3 s      |
| 2 | Thomas De Gendt | Belgique | Lotto-Soudal         | 2 s      |
| 3 | Davide Gabburo  | Italie   | Bardiani CSF Faizanè | 1 s      |

|   | Coureur         | Pays     | Équipe               | Secondes |
| - | --------------- | -------- | -------------------- | -------- |
| 1 | Thomas De Gendt | Belgique | Lotto-Soudal         | 10 s     |
| 2 | Davide Gabburo  | Italie   | Bardiani CSF Faizanè | 6 s      |
| 3 | Jorge Arcas     | Espagne  | Movistar             | 4 s      |

## Classements à l'issue de l'étape

### Classement général
| \| Classement général \| Classement général \| Classement général \| Classement général \| Classement général \| \| Coureur \| Coureur \| Pays \| Équipe \| Temps \| \| ------------------ \| ------------------ \| ------------------ \| ---------------------------------- \| ------------------ \| \| 1er \| Juan Pedro López \| Espagne \| Trek-Segafredo \| 32 h 15 min 31 s \| \| 2e \| Lennard Kämna \| Allemagne \| Bora-Hansgrohe \| + 38 s \| \| 3e \| Rein Taaramäe \| Estonie \| Intermarché-Wanty-Gobert Matériaux \| + 58 s \| \| 4e \| Guillaume Martin \| France \| Cofidis \| + 1 min 06 s \| \| 5e \| Simon Yates \| Royaume-Uni \| BikeExchange-Jayco \| + 1 min 42 s \| \| 6e \| Mauri Vansevenant \| Belgique \| Quick-Step Alpha Vinyl \| + 1 min 47 s \| \| 7e \| Wilco Kelderman \| Pays-Bas \| Bora-Hansgrohe \| + 1 min 55 s \| \| 8e \| João Almeida \| Portugal \| UAE Team Emirates \| + 1 min 58 s \| \| 9e \| Pello Bilbao \| Espagne \| Bahrain Victorious \| + 2 min 00 s \| \| 10e \| Richie Porte \| Australie \| Ineos Grenadiers \| + 2 min 04 s \| |                   |             |                                    |                  |
| |                   |             |                                    |                  |
| Source : ProCyclingStats |                   |             |                                    |                  |
| Classement général |                   |             |                                    |                  |
| Coureur | Coureur           | Pays        | Équipe                             | Temps            |
| 1er | Juan Pedro López  | Espagne     | Trek-Segafredo                     | 32 h 15 min 31 s |
| 2e | Lennard Kämna     | Allemagne   | Bora-Hansgrohe                     | + 38 s           |
| 3e | Rein Taaramäe     | Estonie     | Intermarché-Wanty-Gobert Matériaux | + 58 s           |
| 4e | Guillaume Martin  | France      | Cofidis                            | + 1 min 06 s     |
| 5e | Simon Yates       | Royaume-Uni | BikeExchange-Jayco                 | + 1 min 42 s     |
| 6e | Mauri Vansevenant | Belgique    | Quick-Step Alpha Vinyl             | + 1 min 47 s     |
| 7e | Wilco Kelderman   | Pays-Bas    | Bora-Hansgrohe                     | + 1 min 55 s     |
| 8e | João Almeida      | Portugal    | UAE Team Emirates                  | + 1 min 58 s     |
| 9e | Pello Bilbao      | Espagne     | Bahrain Victorious                 | + 2 min 00 s     |
| 10e | Richie Porte      | Australie   | Ineos Grenadiers                   | + 2 min 04 s     |

| Classement par points | Classement par points | Classement par points | Classement par points              | Classement par points |
| Coureur               | Coureur               | Pays                  | Équipe                             | Points                |
| --------------------- | --------------------- | --------------------- | ---------------------------------- | --------------------- |
| 1er                   | Arnaud Démare         | France                | Groupama-FDJ                       | 147 pts               |
| 2e                    | Biniam Girmay         | Érythrée              | Intermarché-Wanty-Gobert Matériaux | 120 pts               |
| 3e                    | Mark Cavendish        | Royaume-Uni           | Quick-Step Alpha Vinyl             | 78 pts                |
| 4e                    | Mathieu van der Poel  | Pays-Bas              | Alpecin-Fenix                      | 72 pts                |
| 5e                    | Fernando Gaviria      | Colombie              | UAE Team Emirates                  | 54 pts                |
| 6e                    | Giacomo Nizzolo       | Italie                | Israel-Premier Tech                | 54 pts                |
| 7e                    | Thomas De Gendt       | Belgique              | Lotto-Soudal                       | 51 pts                |
| 8e                    | Filippo Tagliani      | Italie                | Drone Hopper-Androni Giocattoli    | 45 pts                |
| 9e                    | Caleb Ewan            | Australie             | Lotto-Soudal                       | 43 pts                |
| 10e                   | Davide Gabburo        | Italie                | Bardiani CSF Faizanè               | 38 pts                |

| Classement par points | Classement par points | Classement par points | Classement par points              | Classement par points |
| Coureur               | Coureur               | Pays                  | Équipe                             | Points                |
| --------------------- | --------------------- | --------------------- | ---------------------------------- | --------------------- |
| 1er                   | Arnaud Démare         | France                | Groupama-FDJ                       | 147 pts               |
| 2e                    | Biniam Girmay         | Érythrée              | Intermarché-Wanty-Gobert Matériaux | 120 pts               |
| 3e                    | Mark Cavendish        | Royaume-Uni           | Quick-Step Alpha Vinyl             | 78 pts                |
| 4e                    | Mathieu van der Poel  | Pays-Bas              | Alpecin-Fenix                      | 72 pts                |
| 5e                    | Fernando Gaviria      | Colombie              | UAE Team Emirates                  | 54 pts                |
| 6e                    | Giacomo Nizzolo       | Italie                | Israel-Premier Tech                | 54 pts                |
| 7e                    | Thomas De Gendt       | Belgique              | Lotto-Soudal                       | 51 pts                |
| 8e                    | Filippo Tagliani      | Italie                | Drone Hopper-Androni Giocattoli    | 45 pts                |
| 9e                    | Caleb Ewan            | Australie             | Lotto-Soudal                       | 43 pts                |
| 10e                   | Davide Gabburo        | Italie                | Bardiani CSF Faizanè               | 38 pts                |

| Classement de la montagne | Classement de la montagne | Classement de la montagne | Classement de la montagne          | Classement de la montagne |
| Coureur                   | Coureur                   | Pays                      | Équipe                             | Points                    |
| ------------------------- | ------------------------- | ------------------------- | ---------------------------------- | ------------------------- |
| 1er                       | Koen Bouwman              | Pays-Bas                  | Jumbo-Visma                        | 68 pts                    |
| 2e                        | Lennard Kämna             | Allemagne                 | Bora-Hansgrohe                     | 43 pts                    |
| 3e                        | Wout Poels                | Pays-Bas                  | Bahrain Victorious                 | 27 pts                    |
| 4e                        | Davide Formolo            | Italie                    | UAE Team Emirates                  | 25 pts                    |
| 5e                        | Bauke Mollema             | Pays-Bas                  | Trek-Segafredo                     | 20 pts                    |
| 6e                        | Mirco Maestri             | Italie                    | Eolo-Kometa                        | 18 pts                    |
| 7e                        | Juan Pedro López          | Espagne                   | Trek-Segafredo                     | 18 pts                    |
| 8e                        | Rein Taaramäe             | Estonie                   | Intermarché-Wanty-Gobert Matériaux | 12 pts                    |
| 9e                        | Tom Dumoulin              | Pays-Bas                  | Jumbo-Visma                        | 11 pts                    |
| 10e                       | Sylvain Moniquet          | Belgique                  | Lotto-Soudal                       | 9 pts                     |

| Classement de la montagne | Classement de la montagne | Classement de la montagne | Classement de la montagne          | Classement de la montagne |
| Coureur                   | Coureur                   | Pays                      | Équipe                             | Points                    |
| ------------------------- | ------------------------- | ------------------------- | ---------------------------------- | ------------------------- |
| 1er                       | Koen Bouwman              | Pays-Bas                  | Jumbo-Visma                        | 68 pts                    |
| 2e                        | Lennard Kämna             | Allemagne                 | Bora-Hansgrohe                     | 43 pts                    |
| 3e                        | Wout Poels                | Pays-Bas                  | Bahrain Victorious                 | 27 pts                    |
| 4e                        | Davide Formolo            | Italie                    | UAE Team Emirates                  | 25 pts                    |
| 5e                        | Bauke Mollema             | Pays-Bas                  | Trek-Segafredo                     | 20 pts                    |
| 6e                        | Mirco Maestri             | Italie                    | Eolo-Kometa                        | 18 pts                    |
| 7e                        | Juan Pedro López          | Espagne                   | Trek-Segafredo                     | 18 pts                    |
| 8e                        | Rein Taaramäe             | Estonie                   | Intermarché-Wanty-Gobert Matériaux | 12 pts                    |
| 9e                        | Tom Dumoulin              | Pays-Bas                  | Jumbo-Visma                        | 11 pts                    |
| 10e                       | Sylvain Moniquet          | Belgique                  | Lotto-Soudal                       | 9 pts                     |

| Classement du meilleur jeune | Classement du meilleur jeune | Classement du meilleur jeune | Classement du meilleur jeune | Classement du meilleur jeune |
| Coureur                      | Coureur                      | Pays                         | Équipe                       | Temps                        |
| ---------------------------- | ---------------------------- | ---------------------------- | ---------------------------- | ---------------------------- |
| 1er                          | Juan Pedro López             | Espagne                      | Trek-Segafredo               | 32 h 15 min 31 s             |
| 2e                           | Mauri Vansevenant            | Belgique                     | Quick-Step Alpha Vinyl       | + 1 min 47 s                 |
| 3e                           | João Almeida                 | Portugal                     | UAE Team Emirates            | + 1 min 58 s                 |
| 4e                           | Thymen Arensman              | Pays-Bas                     | Team DSM                     | + 2 min 15 s                 |
| 5e                           | Santiago Buitrago            | Colombie                     | Bahrain Victorious           | + 2 min 18 s                 |
| 6e                           | Iván Sosa                    | Colombie                     | Movistar Team                | + 3 min 05 s                 |
| 7e                           | Pavel Sivakov                | France                       | Ineos Grenadiers             | + 3 min 14 s                 |
| 8e                           | Tobias Foss                  | Norvège                      | Jumbo-Visma                  | + 4 min 14 s                 |
| 9e                           | Gijs Leemreize               | Pays-Bas                     | Jumbo-Visma                  | + 5 min 19 s                 |
| 10e                          | Felix Gall                   | Autriche                     | AG2R Citroën Team            | + 6 min 48 s                 |

| Classement du meilleur jeune | Classement du meilleur jeune | Classement du meilleur jeune | Classement du meilleur jeune | Classement du meilleur jeune |
| Coureur                      | Coureur                      | Pays                         | Équipe                       | Temps                        |
| ---------------------------- | ---------------------------- | ---------------------------- | ---------------------------- | ---------------------------- |
| 1er                          | Juan Pedro López             | Espagne                      | Trek-Segafredo               | 32 h 15 min 31 s             |
| 2e                           | Mauri Vansevenant            | Belgique                     | Quick-Step Alpha Vinyl       | + 1 min 47 s                 |
| 3e                           | João Almeida                 | Portugal                     | UAE Team Emirates            | + 1 min 58 s                 |
| 4e                           | Thymen Arensman              | Pays-Bas                     | Team DSM                     | + 2 min 15 s                 |
| 5e                           | Santiago Buitrago            | Colombie                     | Bahrain Victorious           | + 2 min 18 s                 |
| 6e                           | Iván Sosa                    | Colombie                     | Movistar Team                | + 3 min 05 s                 |
| 7e                           | Pavel Sivakov                | France                       | Ineos Grenadiers             | + 3 min 14 s                 |
| 8e                           | Tobias Foss                  | Norvège                      | Jumbo-Visma                  | + 4 min 14 s                 |
| 9e                           | Gijs Leemreize               | Pays-Bas                     | Jumbo-Visma                  | + 5 min 19 s                 |
| 10e                          | Felix Gall                   | Autriche                     | AG2R Citroën Team            | + 6 min 48 s                 |

| Classement par équipes | Classement par équipes             | Classement par équipes | Classement par équipes |
| Équipe                 | Équipe                             | Pays                   | Temps                  |
| ---------------------- | ---------------------------------- | ---------------------- | ---------------------- |
| 1re                    | Intermarché-Wanty-Gobert Matériaux | Belgique               | 96 h 49 min 05 s       |
| 2e                     | Trek-Segafredo                     | États-Unis             | + 51 s                 |
| 3e                     | Bora-Hansgrohe                     | Allemagne              | + 1 min 01 s           |
| 4e                     | Bahrain Victorious                 | Bahreïn                | + 1 min 04 s           |
| 5e                     | Jumbo-Visma                        | Pays-Bas               | + 2 min 01 s           |
| 6e                     | Ineos Grenadiers                   | Royaume-Uni            | + 4 min 22 s           |
| 7e                     | BikeExchange-Jayco                 | Australie              | + 4 min 27 s           |
| 8e                     | Movistar Team                      | Espagne                | + 7 min 05 s           |
| 9e                     | Cofidis                            | France                 | + 9 min 27 s           |
| 10e                    | Astana Qazaqstan Team              | Kazakhstan             | + 10 min 07 s          |

| Classement par équipes | Classement par équipes             | Classement par équipes | Classement par équipes |
| Équipe                 | Équipe                             | Pays                   | Temps                  |
| ---------------------- | ---------------------------------- | ---------------------- | ---------------------- |
| 1re                    | Intermarché-Wanty-Gobert Matériaux | Belgique               | 96 h 49 min 05 s       |
| 2e                     | Trek-Segafredo                     | États-Unis             | + 51 s                 |
| 3e                     | Bora-Hansgrohe                     | Allemagne              | + 1 min 01 s           |
| 4e                     | Bahrain Victorious                 | Bahreïn                | + 1 min 04 s           |
| 5e                     | Jumbo-Visma                        | Pays-Bas               | + 2 min 01 s           |
| 6e                     | Ineos Grenadiers                   | Royaume-Uni            | + 4 min 22 s           |
| 7e                     | BikeExchange-Jayco                 | Australie              | + 4 min 27 s           |
| 8e                     | Movistar Team                      | Espagne                | + 7 min 05 s           |
| 9e                     | Cofidis                            | France                 | + 9 min 27 s           |
| 10e                    | Astana Qazaqstan Team              | Kazakhstan             | + 10 min 07 s          |

## Abandons
- Simon Carr (EF Education-EasyPost) : non-partant